# Maiao
Maiao (fransk: île Maiao), tidligere Tupuaemanu, er en ø tilhørende Selskabsøerne i Fransk Polynesien, i den sydøstlige del af Stillehavet. Øen ligger cirka 75 kilometer vest for Moorea og 120 kilometer sydvest for hovedøen Tahiti.  Administrativt hører den under Moorea. Maiao har et areal på cirka 9 km og har cirka 300 indbyggere. Øen har ingen flyveplads, hvorfor al transport til øen foregår med skib.

## Historie
Maiao menes, som Moorea, at være blevet bosat af polynesiere i 900-tallet. Den blev beskrevet af Samuel Wallis i år 1767, dog uden at han besøgte øen.  I 1843 blev øen en fransk koloni og blev indlemmet i Selskabsøerne i det daværende Fransk Oceanien (nu Fransk Polynesien).
17°39′S 150°38′V / 17.65°S 150.63°V